# HERO (漫画家)
HERO（5月10日—）、日本漫畫家、插畫家，血型為O型。

## 经历
HERO于2008年毕业于JAM日本动画漫画专门学校艺术设计研究科。毕业后在东京的设计公司Uzu（ウズ）从事《凉宫春日的忧郁》、《福音战士新剧场版》、《初音未来》等作品的手办、包装封面等设计。
2007年开始HERO于个人网站开始连载自己创作的网络漫画《堀桑與宮村君》，而本作品于2008年由SQUARE ENIX出版，并于2011年12月发售第10卷，宣告完结。
此外，2008年开始HERO也在网络漫画网站GANGAN ONLINE连载漫画《浅尾同学和倉田君》。另外HERO还在四格漫画杂志《漫画Time Lovely》不定期登载。
2010年，HERO在pixiv网站上发表了以Twitter为舞台的漫画《7和撒谎Online》，作为Twitter漫画引发了外界关注。HERO将在pixiv发表的短篇漫画收入《7和撒谎Online -HERO个人作品集》刊行。
作画时使用的软件是Photoshop、SAI。

## 作品列表

### 连载中
- 浅尾同学和倉田君
- 青春离婚

### 短篇
- 千春日和
- 7和撒謊Online - HERO個人作品集

- 7和撒謊Online
- レッテルのある教室
- 臆病色にひかるキャンパス

- 交感筆記不說話 - HERO個人作品集2

- 我的失落日記
- 顯露微熱的世界
- 交感筆記不說話

### 插畫
- 我不受歡迎，怎麼想都是你們的錯！（電視動畫第5話片尾插畫）